# Kovačići kod Rodijelja (Foča, BiH)
Kovačići su naseljeno mjesto u općini Foči, Republika Srpska, BiH. Popisano su kao samostalno naselje na popisu 1961. (Kovačići (U)), a na kasnijim popisima ne pojavljuje se, jer je 1962. pripojeno Rodijelju (Sl.list NRBiH, br.47/62). Nalaze se na zapadno od Mareva.

## Stanovništvo
| Narod     | Popis 1961. |
| --------- | ----------- |
| Hrvati    |             |
| Muslimani | 10          |
| Srbi      | 104         |
| ostali    |             |
| Ukupno    | 114         |